# 邦县
邦县（英語：Bong County）是西非国家利比里亚中北部的一个县，构成该国一级行政区划的15县之一，下辖有12个区，首府邦加（英文：Gbarnga）。该县的面积为8,772平方公里（3,387平方英里）。截至2008年的人口普查，它的人口为328,919人，是利比里亚人口第三多的县。该县成立于1964年，县内拥有丰富的矿产资源，采矿业对该县经济发展十分重要。
邦县以其南部的邦山而得名，北部与洛法县和巴波卢县接壤，西部与马吉比县和蒙特塞拉多县接壤，南接大巴萨县，东部与宁巴县接壤。邦县的东北部与几内亚国接壤。2008年，县长是兰尼·杰克逊。邦县的旗帜是紫色的，象征着黎明，橙色的，象征着该县的新气象。旗帜白地部分的两个地质仪器象征着邦县的采矿业。

## 历史
邦县始建于1964年，与宁巴县、洛法县和大吉德县一起，当时利比里亚的行政分区增加到总共13个。首府为邦加，以该地的一个古老农场命名。1990年代初，查尔斯·泰勒将邦加作为其反抗塞缪尔·多伊总统府的基地。1991年初，由于未能占领蒙罗维亚，他在西非监测组部队抵达利比里亚首都进行维和后建立了一个非官方的临时政府（全国爱国重建大会政府，简称NPRAG）。直到1994年，NPRAG仍继续在邦加活动。

## 地理
邦县位于利比里亚的中北部地区。从蒙罗维亚到宁巴县的薩尼科萊的主要柏油公路穿过邦县。

## 地区
邦州有12个区（2008年人口）。
- 博因森区 (8,352)
- 博因森区 (8,352)
- 富马区 (27,784)
- Jorquelleh区 (78,803)
- 科科亚区 (3,707)
- 克帕伊区 (25,127)
- 潘塔区 (16,326)
- 萨拉拉区 (41,982)
- 萨纳耶区 (30,932)
- 苏亚科区 (28,277)
- Tukpahblee (11,767)
- Yeallequellah (36,919)
- 佐塔区 (18,943)

## 人口
1984年的人口普查显示，邦县8,772平方公里（3,387平方英里）的人口为255,813。2005年7月，人口估计为804,000左右。2008年，人口普查显示该数字为328,919，在利比里亚排名第三，仅次于蒙特塞拉多县和宁巴县。主要的种族群体包括克佩勒族、曼丁戈族（大部分是穆斯林）和马诺族。

## 教育
- 克丁頓大學是一所私立大学，由美国圣公会于19世纪末建立，作为其在利比里亚教育使命的一部分。

## 政治
邦县在参议院的代表是恩里克·托克帕，他是前切特顿大学校长，也是前内政部长。